# جایزه بزرگ هلند ۱۹۵۵
جایزه بزرگ هلند ۱۹۵۵ (انگلیسی: ‎1955 Dutch Grand Prix‎) یک مسابقهٔ موتوری در رشتهٔ اتومبیل‌رانی فرمول یک بود که در تاریخ ۱۹ ژوئن ۱۹۵۵ در پیست زاندفورت واقع در زاندفورت، هلند برگزار شد. این گراند پری در میان ۷ گراند پری در فصل ۱۹۵۵، مسابقهٔ شمارهٔ ۵ بود.
در این مسابقه که در ۱۰۰ دور و به مسافت ۴۱۹٫۳ کیلومتر (۲۶۰٫۵۴۱ مایل) برگزار شد، پول پوزیشن توسط خوان مانوئل فانخیو کسب شد و سریع‌ترین زمان برای طی یک دور پیست که برابر با ۱:۴۰٫۹ بود نیز توسط روبرتو میرز به ثبت رسید.
خوان مانوئل فانخیو از تیم مرسدس، استیرلینگ ماس از تیم مرسدس و لوییجی موسو از تیم مازراتی به‌ترتیب مقام‌های اول تا سوم مسابقه را کسب کردند.

## رده‌بندی قهرمانی پس از مسابقه
| رده‌بندی قهرمانی رانندگان \| \| جایگاه \| راننده \| امتیاز \| \| -------- \| ------ \| ------------------ \| ------ \| \| \| ۱ \| خوان مانوئل فانخیو \| ۲۷ \| \| ۳ \| ۲ \| استیرلینگ ماس \| ۱۳ \| \| ۱ \| ۳ \| ماریس ترینتیگنانت \| ۱۱۱⁄۳ \| \| ۱ \| ۴ \| نینو فارینا \| ۱۰۱⁄۳ \| \| ۱ \| ۵ \| باب سوایکرت \| ۸ \| \| منبع:[۱] \| \| \| \| |        |                    |        |
| | جایگاه | راننده             | امتیاز |
| | ۱      | خوان مانوئل فانخیو | ۲۷     |
| ۳ | ۲      | استیرلینگ ماس      | ۱۳     |
| ۱ | ۳      | ماریس ترینتیگنانت  | ۱۱۱⁄۳  |
| ۱ | ۴      | نینو فارینا        | ۱۰۱⁄۳  |
| ۱ | ۵      | باب سوایکرت        | ۸      |
| منبع: |        |                    |        |

یادداشت
- تنها پنج جایگاه نخست از هر رده‌بندی نمایش داده شده‌است.